# Giovane donna che si incipria
Giovane donna che si incipria è un'opera realizzata tra il 1889 ed il 1890 circa dal pittore francese Georges-Pierre Seurat.

È conservata nella Courtauld Gallery di Londra.
 
Il dipinto raffigura Madeleine Knobloch, amante di Seurat. Inizialmente Seurat voleva inserire un suo ritratto nella finestra a sinistra, intento ad osservare Madeleine, ma quando un amico gli fece notare che ciò poteva destare scalpore, optò per inserire al suo posto il vaso di fiori attualmente visibile.